# Abyssobrotula galatheae
Abyssobrotula galatheae, vrsta ribe porodice Ophidiidae (Hujovke), red Ophidiiformes. Jedini je predstavnik zasada poznat u svom rodu, i ujedno drži rekord na dubini na kojoj živi; kod Portorika je jedna 1970. godine uhvaćena na dubini od 8.370 m (27,453 stopa), a živi na dubinama ispod 3.110 metara. Dosada je njezina najveća dužina iznosila 16.5 cm
Ime je dobila po istraživačkom brodu Galathea. Kao novu vrstu opisao ju je Jørgen Nielsen 1977. 

## Vanjske poveznice
- (slika)  Arhivirana inačica izvorne stranice od 6. siječnja 2014. (Wayback Machine)